# ۶۲۲ (پیش از میلاد)
۶۲۲ (پیش از میلاد) ۶۲۲مین سال قبل از تقویم میلادی است.